# Cinéa

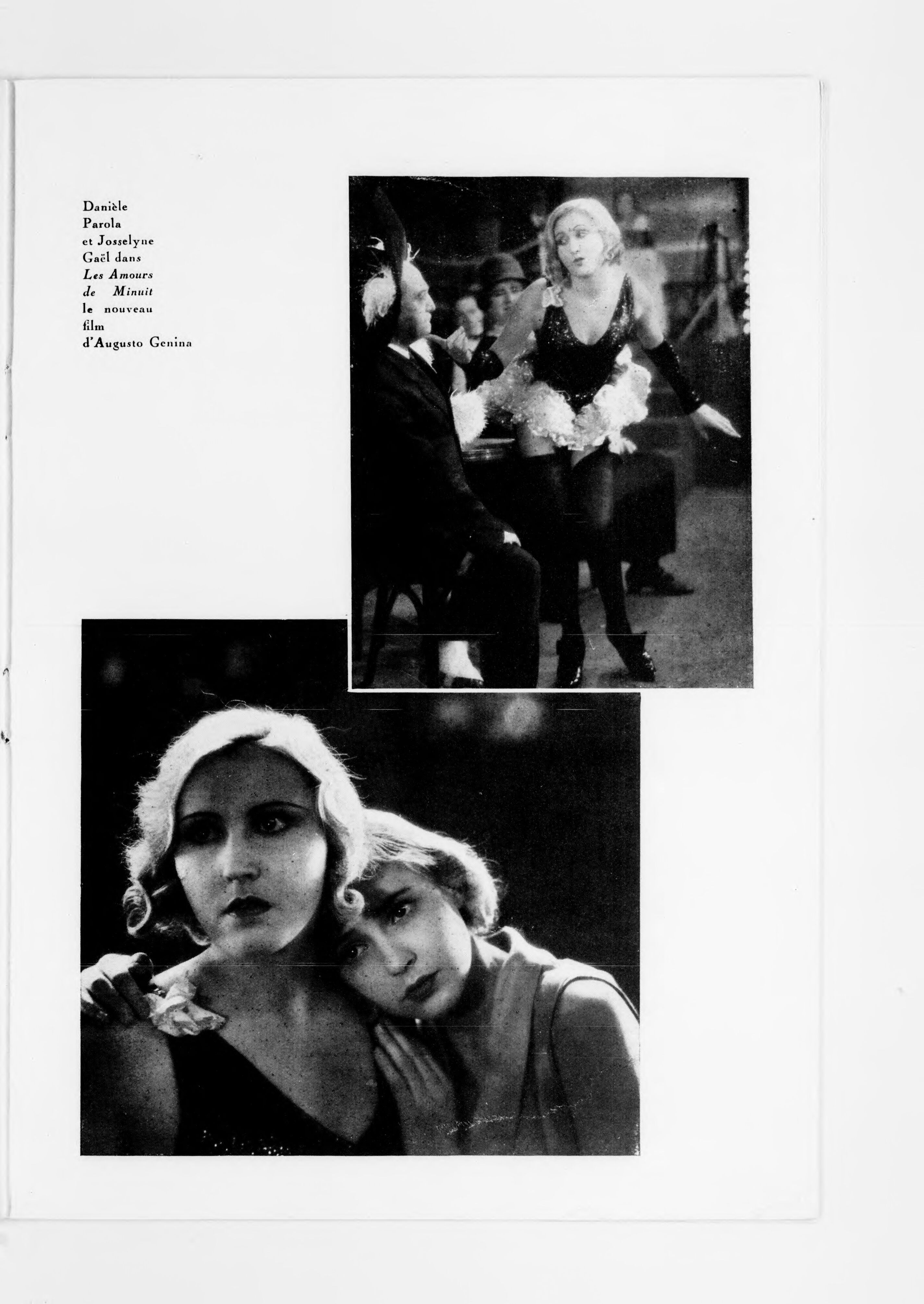
Danièle Parola et Josselyne Gael dans Cinéa en 1931 pour le film "Les Amours de minuit".

Cinéa est une revue de cinéma hebdomadaire puis bimensuelle française, parue de 1921 à 1923.
Sous la direction de Louis Delluc, le premier numéro de Cinéa sort le 6 mai 1921,. Le comité de rédaction comprend Henriette Janne, Émile Vuillermoz, Germaine Dulac, Jean Epstein et Léon Moussinac.
La publication s'emploie notamment à faire connaître les cinémas étrangers. Elle organise en outre diverses actions : concours de scénarios, création de Cinéa-Consortium (société de production en participation], projections et conférences.
Le dernier numéro de Cinéa (no 103) est daté du  1er novembre 1923. À partir du 15 novembre 1923 Cinéa fusionne avec Ciné pour tous pour former Cinéa-Ciné pour tous.